# Михайлівська сільська рада (Синельниківський район)
| Михайлівська сільська рада — колишній орган місцевого самоврядування у Синельниківському районі Дніпропетровської області з адміністративним центром у с. Михайлівка. Сільській раді підпорядковані населені пункти: - с. Михайлівка - с. Василівка - с. Павлівка |

## Склад ради
Рада складається з 16 депутатів та голови.

## Керівний склад сільської ради
| ПІБ                              | Основні відомості                                                                  | Дата обрання | Дата звільнення |
| -------------------------------- | ---------------------------------------------------------------------------------- | ------------ | --------------- |
| Кравченко Костянтин Валентинович | Сільський голова, 1976 року народження, освіта, член Соціалістичної партії України | 26.03.2006   | 31.10.2010      |
| Кравченко Костянтин Валентинович | Сільський голова, 1976 року народження, освіта вища, член Партії регіонів          | 31.10.2010   | 18.03.2012      |
| Сугоняєв Костянтин Володимирович | Сільський голова, 1986 року народження, освіта вища, член Партії регіонів          | 18.03.2012   |                 |

Примітка: таблиця складена за даними джерела